# Gustav Peter

Souvenir de Cirque Renz

Gustav Peter var en ungersk  kompositör född 1833, död 1919 . Hans mest kända verk är troligen Till minne av Cirkus Renz som komponerades 1894 . Förläggare till verket var slagverkaren Otto Seele  i Leipzig, Tyskland. Ofta anges verkets kompositionsår till 1904 men angiven källa visar att det sannolikt är fel.
Till minne av Cirkus Renz